# Karlsruhe (Schiff, 1889)
Der Dampfer Karlsruhe, auch Carlsruhe geschrieben, diente dem Norddeutschen Lloyd (Bremen) von 1889 bis 1908 als Auswandererschiff.

## Allgemeines
Die Karlsruhe wurde in Glasgow bei Fairfield Shipbuilders als Dampfer der Städte-Klasse für den Norddeutschen Lloyd gebaut und hatte am Samstag, dem 31. August 1889, ihren Stapellauf. Die im Oktober 1889 abgelieferte Karlsruhe war, wie alle folgenden Schiffe, etwas größer als die ersten beiden Dampfer Dresden und München. Ihre  weiteren Schwesterschiffe waren die Stuttgart, Darmstadt, Gera, Oldenburg und Weimar.
Am 25. Mai 1908 wurde die Karlsruhe an die Firma Neugebauer & Co. zum Abwracken verkauft und in Lemwerder verschrottet.

## Technische Angaben
Der Passagierdampfer hatte zwei Masten und einen Schornstein und war mit einer Schraube bei einer Tonnage von 5.347 BRT 13 Knoten schnell. Das Schiff war 131,6 Meter lang und 14,5 Meter breit.
44 Passagiere konnten in der ersten Klasse, 36 in der zweiten und 1.955 Passagiere in der dritten Klasse aufgenommen werden.

## Fahrten

### Südamerika
Am 10. November 1889 machte sie ihre Jungfernfahrt von Bremen zum Río de la Plata (Montevideo und Buenos Aires). Am 22. September 1906 begann sie ihre dritte und letzte Rundreise nach Südamerika.

### Nordamerika
Am 13. Februar 1890 startete sie zu ihrer ersten Überfahrt von Bremen nach Nordamerika (New York und Baltimore). Am 8. Dezember 1902 lief die Karlsruhe zur 37. und letzten Rundreise in die USA aus.

### Australien
Am 28. September 1892 legte die Karlsruhe zum ersten Mal von Bremen und am 30. September von Bremerhaven zur ersten Australien-Fahrt ab über Antwerpen, Southampton, Straße von Gibraltar, Genua, Port Said, Sueskanal, Rotes Meer, Aden, Colombo und Adelaide nach Melbourne, wo der Dampfer nach sechswöchiger Fahrt am 16. November 1892 eintraf. Am 16. Mai 1906 startete sie zu ihrer neunzehnten und letzten Reise auf der Reichspostdampferlinie nach Australien. Sie war das auf dieser Strecke am häufigsten eingesetzte Schiff der Klasse.

### Asien
Am 31. Januar 1894 erfolgte der erste von insgesamt sieben Einsätzen auf der Reichspostdampferlinie von Bremerhaven nach Ostasien (Shanghai).